# 4883 Korolirina
4883 Korolirina este un asteroid din centura principală, descoperit pe 5 septembrie 1978 de Nikolai Cernîh.